# Comité national olympique équatoguinéen
Le Comité national olympique équatoguinéen (en espagnol, Comité Olímpico de Guinea Ecuatorial, COGE) est le comité national olympique de la Guinée équatoriale, fondé en 1980 et reconnu par le CIO en 1984.